# 11號國道 (南非)
11號國道（N11）是南非一條幹線公路，起自與博茨瓦納接壤的林波波河上的格羅布勒斯橋，斜貫南非東北部，至雷地史密斯止。全長656公里。